# 양동암
양동암 (1970년 ~ )은 대한민국의 MBC 보도국 영상취재부 기자이다.

## 학력
성균관대학교 신문방송학과 졸업

## 경력
- 1995년. MBC 보도국 입사
- 1996 ~2007 MBC 뉴스데스크 영상취재부 기자
- 르완다내전, 아프가니스탄전쟁을 취재 하는 등
- MBC 뉴스데스크 다수 아이템 영상취재
- 2007년 시사매거진 2580 영상취재
- 2009년 보도 특집 다큐 ‘행복한 울릉인’ 영상 촬영, 편집
- 2012년 MBC 영상기자회 회장